# Slotterberget

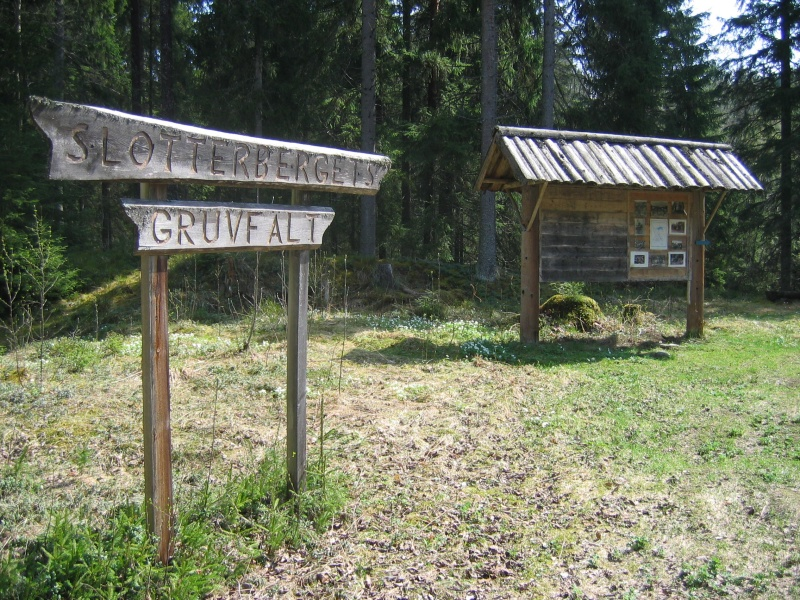
Slotterbergets gruvfält

Slotterberget är ett gammalt gruvfält i före detta Hjulsjö socken (Västmanland), Örebro län.
Gruvfältet är känt för sin 247 m långa stoll från 1877, Venuspassagen. Den är dock inte öppen (förseglad och låst), även om den besökts under senare år. Kvar i den delvis vattenfyllda stollen finns lämningar från gruvbrytningens tid, bland annat räls. Brytningen på gruvfältet inleddes i mitten av 1700-talet och pågick till slutet av 1920-talet (de sista 20 åren med anrikning av tidigare bruten malm), som en del av Nora och Hjulsjö bergslag. Återkommande problem med ras på grund av malmens sprödhet var en bidragande orsak till att gruvdriften upphörde. Gruvan försågs tidigt med generator för elkraft och hade Sveriges första magnetiska malmseparator, konstruerad av Jonas Wenström 1884.
Från gruvområdet gick en 2,7 km lång hästbana till sjön Grängen, där malmen fraktades vidare på pråm. Den gamla banvallen är synlig på flera platser (och är farbar med cykel).
I området, som iordningställts med vandringsled och rastplats (sommartid förekommer visningar), finns flera sevärdheter, bland annat flera dagbrott i den sammanhängande Stora Slotterbergsgruvan "Långgruvan" (Norrgruvan, Per-Ersgruvan, Djupgruvan och Tilas schakt) och rester efter anrikningsverk, kruthus med mera. Gruvminnen finns också från regleringen av Klintatjärn och andra små bäckar i Kindlaområdet (numera naturreservat) och det kanalsystem som ledde ned vattnet för att driva turbiner som behövdes för gruvdriften. Intill parkeringsplatsen för gruvbesökare finns en anslagstavla med intressanta bilder och karta från gruvans storhetstid.

## Galleri

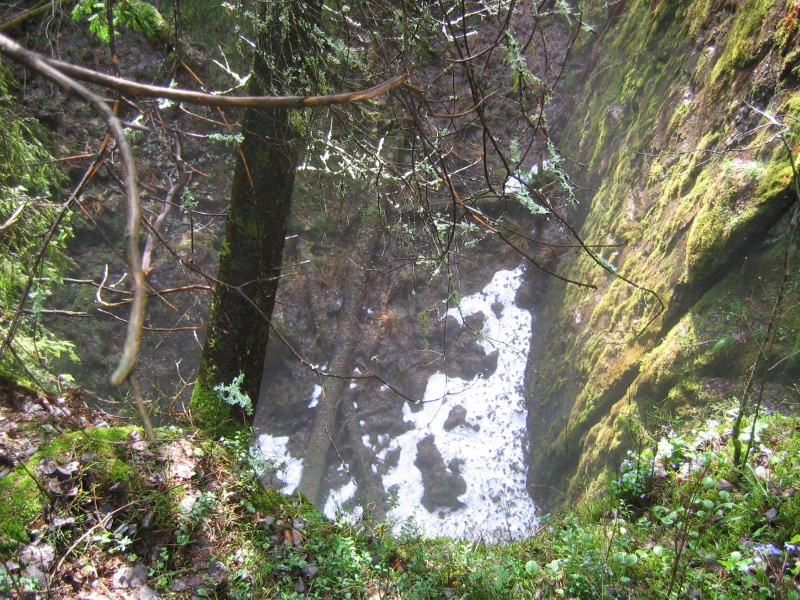
Norrgruvans dagbrott
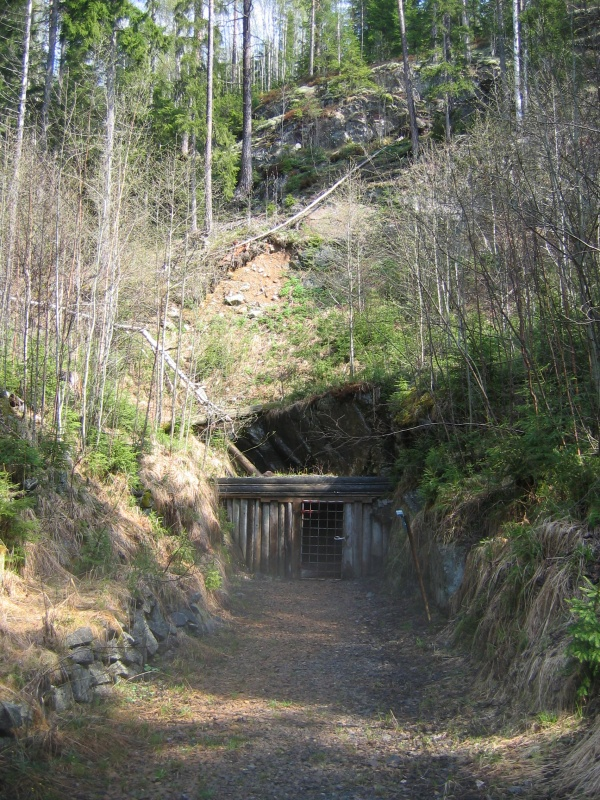
Stollen Venuspassagen
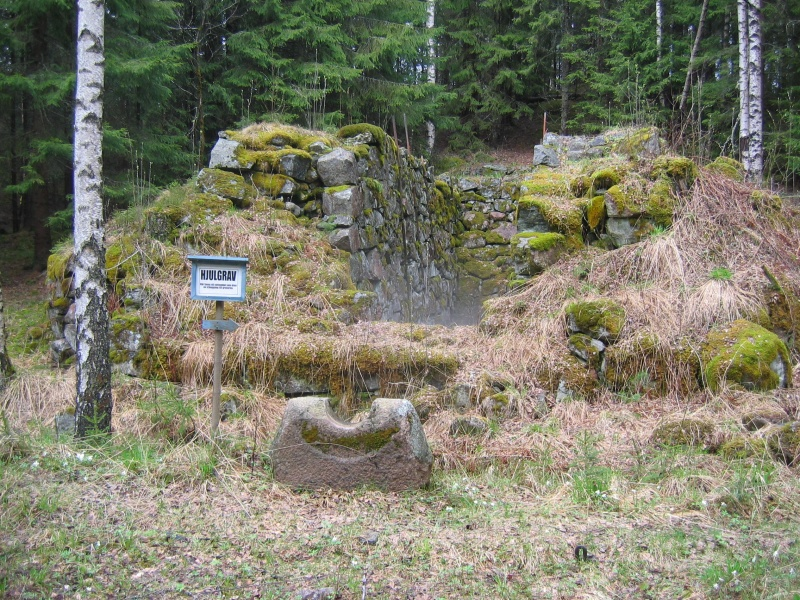
Hjulgrav för turbin
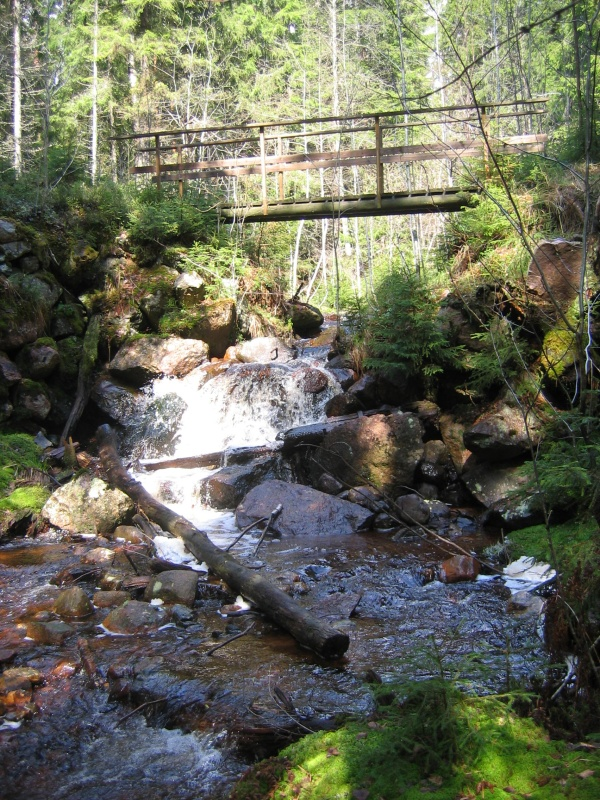
Raserad damm